# 韩泰轮胎
韓泰輪胎（韓語：한국타이어）成立於1941年，總部位於韓國首爾，是韓國最大、世界第7大輪胎製造公司。

## 历史及概况
韩泰轮胎的前身“朝鲜轮胎会社”在1941年创立，该公司于1953年更名为现名“韩泰轮胎”，“韩泰”二字意为韩国，也象征着韩泰作为韩国轮胎公司的地位。
目前，韩泰轮胎向多个汽车供应商提供出厂轮胎，也是全球多个赛车赛事的独家轮胎供应商；除了每年生产约1.02亿条轮胎外，韩泰轮胎还销售电池、合金轮毂和刹车片。韓泰輪胎在韩国、中国、日本、美国及德国设有五个研發中心，在韩国（2间）、中国（3间）、美国、匈牙利和印度尼西亚设有8个生产基地，每年投入的研發費用占總收入的5％。除此之外，韩泰轮胎在全球还拥有34个销售子公司和办事处，并在全球180多個國家設有銷售網路，借此位居全球轮胎銷售收入前六名。其雇員人數超過2万人，近70%的年收入來自日益成熟的海外市場。
2011年，韩泰轮胎在中国重庆和印尼开始新工厂的建设，其中印尼的工厂将作为韩泰轮胎向亚洲、北美和中东国家出口轮胎的核心工厂。2013年，韩泰在美国田纳西州计划建立工厂，该工厂于2017年正式投产。
2014年12月17日偉世通發布聲明稱，將以大約36億美元的價格，將所持有的漢拿偉世通空調控股公司（Halla Visteon Climate Control Corp）69.9%股權售予韓泰輪胎及其夥伴和韩国私募基金Hahn & Company。

## 体育运动赞助

### 赛车赞助
韩泰轮胎在北美、亚洲及欧洲的赛车赛事上均有赞助，并成为多个赛事的轮胎独家供应商。
截至2022年5月，韩泰轮胎赞助及提供轮胎供应的赛事包括24小时系列赛（2015年起赞助）,德国及意大利房车系列赛，日本超级耐力系列赛（2021-2023赛季），美洲区域方程式锦标赛，泰国超级系列赛，超级跑车挑战赛（2017年起赞助）。
2020年7月，韩泰轮胎取得电动方程式的独家轮胎供应合约，并将由2022-23赛季起取代为电动方程式供应了8个赛季轮胎的米其林，成为赛事独家轮胎供应商。但相反的是，2021年德国房车大师赛（DTM）的赛事独家轮胎供应商由韩泰改为米其林，从而结束了韩泰与DTM由2011年起长达10年的合作，韩泰与DTM的合作关系原计划在2023年结束。
2008年，韩泰轮胎曾赞助北美勒芒系列赛GT2组别的黄金时间车队，同时2007-2009年韩泰曾是北美勒芒系列赛的垫赛IMSA原型车挑战赛的独家轮胎赞助商。
2009年勒芒系列赛上，韩泰轮胎与法恩巴赫车队(Farnbarcher Racing)合作，取得车队冠名权的同时，该车队的法拉利F430赛车也采用韩泰提供的轮胎，随后韩泰与车队的合作关系扩展到欧洲勒芒系列赛GT组别的比赛中。
除上述赛车赞助合同外，韩泰还为参加超级GT房车赛、亚洲勒芒系列赛以及欧洲三级方程式系列赛的韩泰KTR车队提供轮胎。2023年起為電動方程式賽車提供輪胎。

### 其它运动赞助
韩泰轮胎除赞助赛车运动外，也是西甲联赛皇家马德里足球俱乐部 、德甲联赛多特蒙德足球俱乐部及法甲联赛摩纳哥足球俱乐部的官方赞助商。
此外，韩泰轮胎自2012年起也是欧足联的官方赞助商，以及欧足联欧洲联赛及欧足联欧洲协会联赛的赞助商，该赞助合同签约至2023/24赛季结束。